# Гранд-Готель (Пальма)
Гранд-Готе́ль (кат. Grand Hotel) — історичний готель у місті Пальма, о. Мальорка, Балеарські острови, Іспанія.
Розташований на площі Вейлера. Збудований 1903 року в стилі каталанського модерну за проектом архітектора Луїса Доменека-і-Монтанера. Фасади будівлі прикрашені скульптурними і керамічними елементами.
Будівля готелю стала провісником туристичного буму на острові. У 1993 році після повної реставрації тут відкрито культурний центр, резиденцію громадського фонду (Fundación la Caixa). Усередині діє постійна експозиція живопису художника-постімпресіоніста Ерменхільдо Англада-Камараса. Регулярно проводяться виставки і концерти.

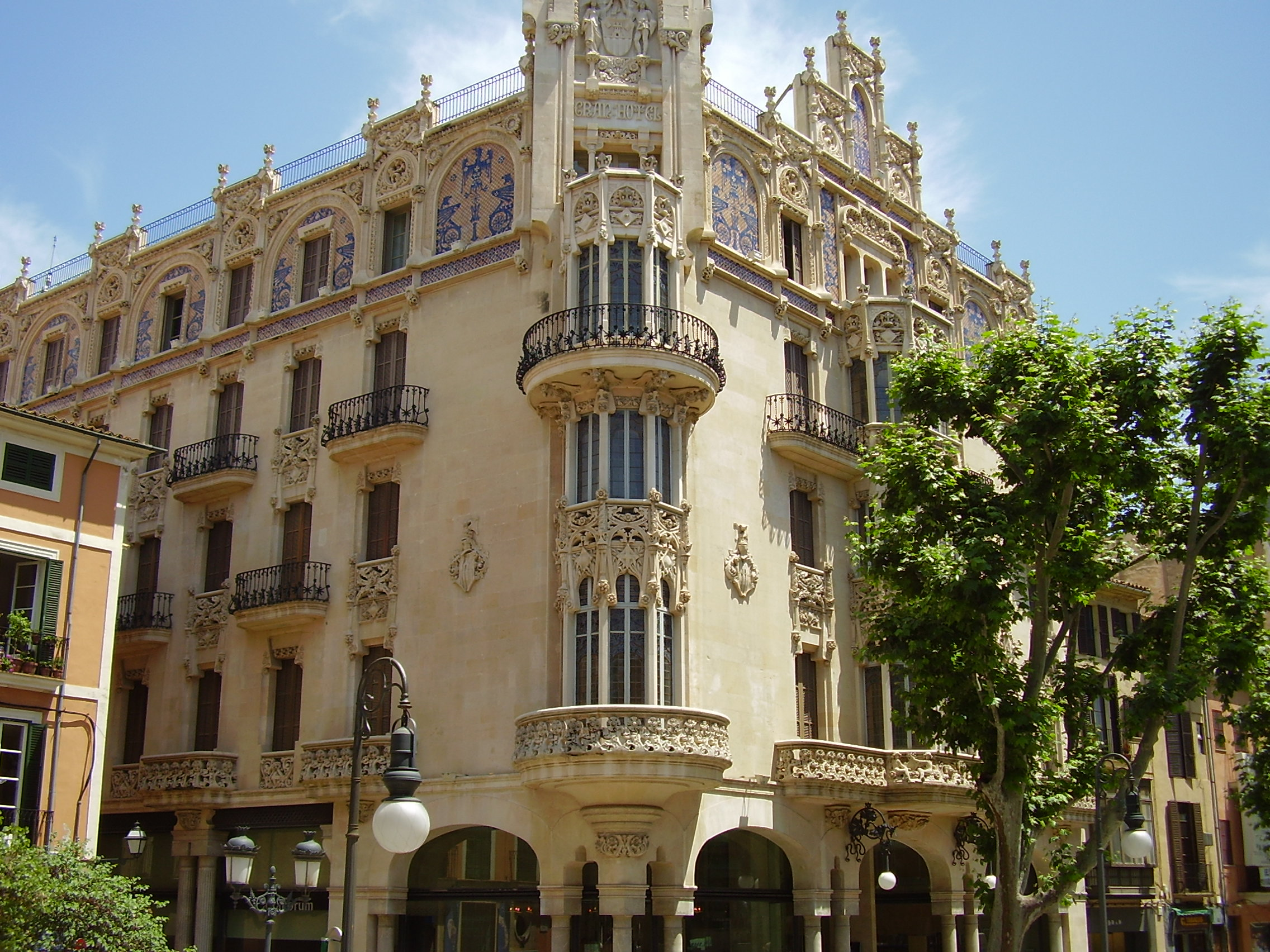
Гранд-Готель